# Syndrome de Sjögren-Larsson
Ne pas confondre avec Syndrome de Gougerot-Sjögren.
 Mise en garde médicale
Le syndrome de Sjögren-Larsson (SLS) est une forme autosomique récessive de l'Ichtyose apparente dès la naissance,:564. Le syndrome de Sjögren–Larsson est une maladie neuro-cutanée autosomique récessive rare. Cette maladie peut être identifiée par une triade de signes médicaux. Le premier est l'Ichtyose, qui est une prolifération de la peau qui forme des pseudo-cicatrices qui la recouvre donnant un aspect sec au derme ainsi que d'autres problèmes. Le second signe est une paraplégie spastique qui est caractérisée par des spasmes au niveau des jambes. Le dernier symptôme est un retard mental. Le gène du SLS est retrouvé sur le chromosome 17. Pour que l'enfant reçoive le gène de la SLS de ses deux parents, ils doivent être porteur tous les deux ce gène SLS. S'ils sont porteurs, ils ont une chance sur quatre de transmettre la maladie. En 1957, Torsten Sjögren et Tage Larsson ont proposé le fait que les suédois porteur de la maladie descendaient tous d'un ancêtre commun, il y a 600 ans. Aujourd'hui seul 1 % des habitants du Nord de la Suède présente cette maladie.

## Causes
Elle est associée avec une déficience de l'enzyme fatty aldehyde dehydrogenase (en). Au moins 11 mutations distinctes ont été identifiées.

## Génétique
Cette condition est héritée d'une anomalie autosomique récessive.

## Caractéristiques pathologiques
- une peau sèche et squameuse similaire à tous les autres syndromes ichtyosiformes (le type même de l'Ichtyose) ;
- des problèmes neurologiques - ceux-ci peuvent entrainer une paralysie modérée des jambes ;
- un déficit intellectuel modéré à sévère.

## Éponyme
Il fut décrit par Torsten Sjögren et Tage Larsson, un statisticien médical suédois,.
Il ne doit pas être confondu avec le syndrome de Sjögren, qui est une condition bien distincte dénommé à partir d'une personne différente mais contemporaine (Henrik Sjögren).